# Windows Server 2008 R2
Windows Server 2008 R2 – system operacyjny Microsoftu z linii Windows Server. Windows Server 2008 R2 jest następcą systemu Windows Server 2008. Oficjalna premiera odbyła się 22 października 2009, mimo że system osiągnął status RTM (gotowy do produkcji) już 22 lipca 2009 roku. Początkowo istniały plotki, że nazwa będzie brzmieć Windows Server 7, ale ostatecznie system nazwano 2008 R2. Jądro systemu oparte jest na Windows NT 6.1 – to samo, na którym oparty jest kliencki system Windows 7 i jest to pierwszy system Microsoftu wydany jedynie w wersji 64-bitowej. Wersja R2 poszerza  funkcjonalność Active Directory, wprowadza nowe opcje wirtualizacji oraz zarządzania, zawiera serwer Web Microsoft IIS w wersji 7.5 i może  obsługiwać do 256 logicznych procesorów (w Windows Server 2008 było ich 64).
Zostało wydanych siedem wersji systemu: Foundation, Standard, Web, HPC Server, Enterprise, Datacenter, Itanium.
Wsparcie od Microsoft zakończyło się 14 stycznia 2020 roku..

## Service Pack 1
Publiczna Beta Service Pack 1 została opublikowana równocześnie z SP1 dla Windows 7. Główne zmiany, wniesione przez Service Pack 1 dotyczą Microsoft Hyper-V: są to technologie RemoteFX oraz Dynamic Memory. 28 października 2010 r. opublikowano wersję RC. Release Candidate działała do 30 listopada 2011 roku, przy czym od 30 sierpnia 2011 roku Windows miał o tym przypominać. Według informacji Microsoftu daje się go odinstalować, ale tak jak w przypadku każdej wersji przedwstępnej odradza się stosowanie RC na komputerach produkcyjnych. Końcowa wersja Service Packa 1 ukazała się na początku 2011 roku.

## Nowe właściwości
Publikacja wydana przez producenta systemu opisuje kilka obszarów, w których dokonano zmian w stosunku do wersji poprzedniej. Zmiany te obejmują zdolności wirtualizacyjne (Live Migration, Cluster Shared Volumes poprzez użycie Failover Clustering oraz Hyper-V), zmniejszone zapotrzebowanie na prąd, nowy zestaw narzędzi administracyjnych oraz nowe funkcje w usłudze katalogowej Active Directory - jak na przykład kosz na usunięte obiekty. W wersji R2 dodano również serwer Webowy IIS w wersji 7.5, w którym poprawiono obsługę serwera FTP. Od strony bezpieczeństwa dodano obsługę DNSSEC dla serwera DNS, jednakże obsługuje on jedynie jeden algorytm podpisywania: #5 / RSA/SHA-1, co sprawia, że wykorzystanie Windows Servera do rekursywnego rozwiązywania nazw jest bezcelowe. Inną nową funkcją jest usługa DirectAccess dla klientów Windows 7 działająca jak usługa VPN.
W serwerze DHCP wprowadzono szereg usprawnień - dokładnie trzynaście - w tym filtrowanie na podstawie adresu MAC, konwersja aktywnych dzierżaw na rezerwacje, filtrowanie na poziomie warstwy łącza, ochrona nazw DHCP przed atakami typu name squatting, lepsza wydajność przez agresywne cache'owanie bazy dzierżaw, logowanie aktywności DHCP, automatyczne wypełnianie niektórych pól konfiguracji kart sieciowych, kreator konfiguracji split-scope, migrację serwera DHCP poprzez narzędzie WSMT, wsparcie dla DHCPv6 Option 15 (klasa użytkownika) oraz Option 32 (IRT). Rola DHCP uruchamia się w kontekście konta Network Services z mniejszymi uprawnieniami, co zmniejsza potencjalne straty wynikające z nieuprawnionego przejęcia konta.
Windows Server 2008 R2 może pracować na maksymalnie 64 fizycznych lub 256 logicznych procesorach, przy czym jedynie edycje Datacenter oraz Itanium potrafią wykorzystać je wszystkie. Wersja teoretycznie wyższa - Enterprise - może korzystać jedynie z 8. Dla roli serwera plików zaimplementowano nową metodę klasyfikacji plików oraz możliwość ustalania polityk na ich podstawie. Dzięki temu administrator może na przykład stworzyć klasyfikację plików na podstawie daty ich ostatniego używania oraz regułę, która przeniesie pliki nieużywane od x dni do danego folderu. W edycji Server Core dodano obsługę .NET Framework, co sprawia, że można na nich wykorzystać strony zbudowane w technologii ASP.NET lub wykonywać polecenie PowerShell.